# Pioneras (serie documental)
Pioneras es una miniserie documental estrenada el 26 de noviembre de 2020 en el canal de televisión #0 de Movistar+. Cuenta con cuatro capítulos dónde visibiliza a cuatro grandes mujeres que la Historia ha olvidado. Nieves Concostrina es la encargada de conducir estos cuatro capítulos. Joanna Pardos y Román Parrado son los directores de esta serie creada por Amparo Castellano y coproducida por Movistar+ y Dlo/Magnolia.

## Sinopsis
Luisa Ignacia Roldán, Dolors Aleu, Carmen de Burgos y María de Castilla son las protagonistas históricas en las que se centra el relato. A través de ellas conoceremos a otras mujeres que han influido en campos como la medicina, la política, el deporte, las artes o la ingeniería. A través de recreaciones dramatizadas y entrevistas se contraponen las vidas de las pioneras históricas y de las actuales.

## Protagonistas

### Históricas
- María de Castilla (1401 - 1458) fue infanta de Castilla, Princesa de Asturias (1402 - 1405) y reina de Aragón (1416 - 1458).
- Carmen de Burgos (1867 - 1932) fue una periodista, escritora, traductora y activista de los derechos de la mujer española perteneciente a la Edad de Plata. Perteneció a la generación del 98 y se la considera la primera periodista profesional en España y en lengua castellana por su condición de redactora del madrileño Diario Universal.
- Luisa Roldán (1652 - 1706) fue la primera escultora española registrada. Escultora de cámara de los reyes Carlos II y Felipe V; fue una de las principales figuras de la escultura del Barroco en la Andalucía y España de finales del siglo XVII y principios del XVIII.
- Dolors Aleu (1857 - 1913) fue una médica española, la primera mujer licenciada en Medicina de España y la primera médica en alcanzar el título de doctora.

### Actuales
- Carlota Pi es una empresaria y cofundadora de Holaluz.
- María José Garrido es una criminóloga y capitana de la Guardia Civil.
- Lita Cabellut es una artista multidisciplinar.
- Concepción Monje es una investigadora, experta en robótica.

## Otros Nombres
Aunque la serie se centre en la comparación de las distintas épocas y sus circunstancias entre estas ocho mujeres; a lo largo de los episodios podremos ver cómo hacen mención a otras importantes mujeres:
- María Pita: fue la heroína de la defensa de La Coruña en 1589 contra la Invencible Inglesa. (Episodio 1)
- Isabel de Villena: es conocida como la primera mujer en escribir en valenciano. Su originalidad reside en el punto de vista femenino que le dio a su obra Vita Christi. (Episodio 1)
- Wallada bint al-Mustakfi: fue la primera mujer conocida en escribir poesía en Al-Ándalus. (Episodio 2)
- Montserrat Treserras: fue una nadadora profesional y la primera en cruzar el estrecho de Gibraltar y primera mujer en atravesar a nado el canal de la Mancha en ambos sentidos. (Episodio 2)
- Ende: fue la primera iluminadora de manuscritos activa en el norte de España a fines del siglo X. (Episodio 3)
- Matilde Ucelay: fue la primera arquitecta titulada española y Premio Nacional de Arquitectura de España en 2004. (Episodio 3)
- Egeria: fue una viajera y escritora del siglo IV. Su obra más importante es: Viaje de Etería. (Episodio 4)
- Francisca de Pedraza: fue la primera mujer en conseguir que la justicia le reconociera en 1624, que había sufrido violencia por ser mujer. (Episodio 4)

## Reparto

### Principal
- Nieves Concostrina, presentadora
- Carmen Barrantes como María de Castilla.
- Agnes Llobet como Dolors Aleu.
- Rocío Peláez como Luisa Roldán, La Roldana.
- Elena González como Carmen de Burgos.

### Episódico
- Aria Bedmar como María de Castilla (joven). (Episodio 1)
- Gonzalo Kindelán como Alfonso V. (Episodio 1)
- Tania Watson como Ana. (Episodio 1)
- Daniel Ortiz como Luis. (Episodio 1)
- Carlota García como Jimena.(Episodio 1)
- Mauricio Bautista como Bellot (noble).(Episodio 1)
- Merced Rovira como Eulalia. (Episodio 2)
- David Bagés como Joan. (Episodio 2)
- Marta Codina como Luisa (sirvienta).  (Episodio 2)
- Jose Mut como Camil.  (Episodio 2)
- Sara Miquel como María Barna.  (Episodio 2)
- Paloma Vidal como Luisa Roldán (mayor). (Episodio 3)
- Jon Rod como Luis Antonio (joven). (Episodio 3)
- Ángel Solo como Luis Antonio (mayor). (Episodio 3)
- Joan Bentallé como Pedro Roldán. (Episodio 3)
- Antonio Castro como Capataz. (Episodio 3)
- Ángel Hidalgo como Don Cristóbal. (Episodio 3)
- Carmen Gutiérrez como Carmen de Burgos (mayor). (Episodio 4)
- Alberto Iglesias como Arturo. (Episodio 4)
- Manuel Tiedra como Augusto. (Episodio 4)
- Javier Abad como Ramón Gómez de la Serna (joven). (Episodio 4)
- Roberto Chapu como Ramón Gómez de la Serna (mayor). (Episodio 4)
- Aurora Alvariño (voz) como hija de Carmen de Burgos. (Episodio 4)

## Episodios
| N.º | Título           | Dirigido por                  | Escrito por                                                              | Fecha de lanzamiento original |
| --- | ---------------- | ----------------------------- | ------------------------------------------------------------------------ | ----------------------------- |
| 1 | «Poderosas»      | Joanna Pardos & Román Parrado | Joanna Pardos, Román Parrado, Magdalena Oliver, Gemma Sanz & Anna Alsina | 26 de noviembre de 2020       |
| Contamos la desconocida historia de María de Castilla, primera mujer de Estado; María Pita, heroína de la defensa de La Coruña; Isabel de Villena, escritora protofeminista; y Carlota Pi, ingeniera y empresaria que aportará su visión de la actualidad.    |                  |                               |                                                                          |                               |
| 2 | «Sobresalientes» | Joanna Pardos & Román Parrado | Joanna Pardos, Román Parrado, Magdalena Oliver, Gemma Sanz & Anna Alsina | 3 de diciembre de 2020        |
| Descubrimos a Dolors Aleu, primera mujer licenciada en Medicina; Montserrat Tresserras, pionera en natación de larga distancia; Wallada, poeta satírica; y María José Garrido, capitán de la Guardia Civil, doctora en psicología y criminóloga.              |                  |                               |                                                                          |                               |
| 3 | «Creadoras»      | Joanna Pardos & Román Parrado | Joanna Pardos, Román Parrado, Magdalena Oliver, Gemma Sanz & Anna Alsina | 10 de diciembre de 2020       |
| Descubrimos a Luisa Roldán, primera escultora registrada del siglo XVII; Ende, artista y miniaturista; Matilde Ucelay, primera licenciada en Arquitectura; y Concepción Monje, ingeniera y doctora en Robótica, pionera de la inteligencia artificial.        |                  |                               |                                                                          |                               |
| 4 | «Inconformistas» | Joanna Pardos & Román Parrado | Joanna Pardos, Román Parrado, Magdalena Oliver, Gemma Sanz & Anna Alsina | 17 de diciembre de 2020       |
| Descubrimos a Carmen de Burgos, primera periodista profesional y primera corresponsal de guerra; Egeria, primera escritora de viajes; Francisca de Pedraza, primera mujer en divorciarse; y Lita Cabellut, la artista femenina más cotizada en la actualidad. |                  |                               |                                                                          |                               |

## Producción

### Estreno
El 28 de octubre de 2020, Movistar+ anunció el estreno de esta serie- documental para el 26 de noviembre de 2020. Dos días previos al estreno, Movistar organizó su presentación en un evento para la prensa.